# Коровин, Александр Михайлович (военный)
Александр Михайлович Коровин (род. 9 ноября 1936) — советский военачальник, контр-адмирал, Начальник Киевского высшего военно-морского политического училища (1985—1992).

## Биография
Родился в семье рабочих в совхозе-заводе «Эфиронос», Киргизская ССР (ныне — Панфиловский район (Киргизия)). Окончил среднюю школу в 1952 году.
- В Вооруженных силах СССР с 1955 года. С сентября стрелок, писарь строевого отдела, с июля 1957 г. — старшина авиаэскадрильи 72-го отдельного истребительного авиационного полка Полярной дивизии ПВО Северного военного округа. 1958—1961 гг. — курсант Военно-морского политического училища им. А. А. Жданова, с октября 1959 г. — факультета политсостава ВВМУ им. М. В. Фрунзе. Сентябрь 1961 г. — декабрь 1962 г. — начальник матросского клуба 4-го морского радиоотряда Тихоокеанского флота. 1962—1964 гг. — секретарь комитета ВЛКСМ 140-го узла связи; с декабря 1964 г. — секретарь комитета комсомола штаба и управлений Тихоокеанского флота.
- 1966—1970 гг. — слушатель Военно-политической академии им. В. И. Ленина. 1970—1974 гг.: с июня — заместитель по политчасти командира большой ракетной подводной лодки «К-107» проекта 629, 16-й дивизии 3-й флотилии подводных лодок Северного флота, с декабря 1973 г., после перехода Северным морским путем на Дальний Восток, — в составе Тихоокеанского флота.

Допущен к самостоятельному управлению ракетной дизельной подводной лодкой. 1974—1976 гг. — заместитель начальника политотдела 6-й эскадры подводных лодок Тихоокеанского флота.
- 1976—1981 гг.: с мая — старший инструктор, с июня 1978 г. — заместитель начальника отдела кадров ВМФ, ВВС и ПВО Управления кадров Главного политуправления Советской армии и Военно-морского флота.
- Февраль 1981 г. — ноябрь 1982 г. — начальник политотдела — заместитель по политчасти командира 9-й эскадры подводных лодок Северного флота. Участник дальних походов для решения задач боевой службы в Тихом и Атлантическом океанах.
- 1982—1985 гг. — 1-й заместитель начальника Политического управления Северного флота.
- 1985—1992 гг. — начальник Киевского высшего военно-морского политического училища.

В 1985 году после назначения начальником Киевского высшего военно-морского политического училища. Приказом ГК ВМФ был назначен старшим морским начальником Киевского гарнизона.
С 7 мая 1986 г. — контр-адмирал.
Более 20 лет возглавляет Центральный шахматный клуб Вооруженных Сил Украины.
Награждён орденами Красной Звезды, «За службу Родине в Вооруженных силах СССР» III ст., медалями.
С 1992 г. — в запасе.